# Piolin
Abelardo Pinto, conhecido por seu nome artístico Piolin (Ribeirão Preto, 27 de março de 1897 – São Paulo, 4 de setembro de 1973), foi um palhaço brasileiro. É considerado um grande representante do meio circense, onde destacava-se pela grande criatividade cômica, além da habilidade como ginasta e equilibrista. Pai da atriz Ana Ariel, falecida em 2004.

## Biografia
Abelardo Pinto, mais conhecido como Piolin, nasceu em 27 de março de 1897, em Ribeirão Preto, São Paulo, em um circo armado na Rua Barão do Amazonas. Desde a infância, esteve imerso no universo circense, aprendendo práticas e técnicas com artistas do Circo Americano, além de receber forte influência de seus pais, que também eram artistas circenses.
Piolin destacou-se como um dos grandes precursores do movimento circense brasileiro e recebeu reconhecimento dos modernistas na Semana de Arte Moderna de 1929, sendo homenageado como um exemplo autêntico da cultura popular nacional. Para contextualizar, a primeira edição da Semana de Arte Moderna ocorreu entre 13 e 17 de fevereiro de 1922, no Theatro Municipal de São Paulo, e foi uma manifestação artística e cultural que revolucionou a arte brasileira.
Seu apelido, que faz referência a um tipo de barbante fino e resistente, correspondia à sua estrutura física: magra e flexível.
Ao longo de sua carreira, foi condecorado com o título de "O Maior Palhaço do Mundo", e um de seus maiores admiradores foi Washington Luís, presidente da República em 1930, que frequentemente assistia às suas apresentações.
Um dos marcos de seu legado foi a escolha de sua data de nascimento para representar o Dia do Circo no Brasil, como forma de homenagear sua importância para a arte circense no país.
Piolin tornou-se uma personalidade marcante e admirável, reconhecido mundialmente por seu talento e carisma. Era considerado um símbolo do circo brasileiro, destacando-se não apenas por sua engenhosidade cômica, mas também por suas habilidades como ginasta e equilibrista.
Abelardo Pinto faleceu em 4 de setembro de 1973, vítima de insuficiência cardíaca. Seu sepultamento, realizado no Cemitério de Quarta Parada, foi acompanhado por uma multidão que prestou suas últimas homenagens ao grande artista.

## Filmografia
| Ano  | Filme             | Papel          |
| ---- | ----------------- | -------------- |
| 1952 | Tico-tico no Fubá | Palhaço Piolin |